# Quinteto Académico
Das Quinteto Académico war eine portugiesische Beat-Band aus Lissabon.

## Geschichte
Die Gruppe wurde 1961 von fünf Lissabonner Studenten gegründet, noch vor dem weltweiten Erfolg der Beatles und der folgenden weltweiten British Invasion. Den Namen (deutsch: Akademisches Quintett) nahm die Band auf Anregung ihres Pianisten, dem späteren Verleger und Fado-Biografen Daniel Gouveia, an, der einen selbsterklärenden und nicht angelsächsischen Namen favorisierte. Ihr erstes Konzert gaben sie 1961 in Arganil, von wo Gitarrist Mário Assis Ferreira stammte. Sein Gitarrenspiel stellte sich auf Dauer jedoch als limitiert heraus, und da er im Gegenzug ein großes Talent für Marketing hatte, wurde er ab 1966 Manager der Band. Die Gruppe nahm in dem Jahr eine EP auf. Die vier instrumental beziehungsweise nur mit mehrstimmigem Bandgesang eingespielten Stücke überzeugten durch einen energischen Musikstil, der sich aus Einflüssen von Beat und Soul zusammen setzte.
1967 nahm die Gruppe tiefgreifende Besetzungswechsel vor. So kamen u. a. der belgische Jazz-Schlagzeuger Adrien Ransy und der in Portugal geborene, algerische Jazz-Bassist Jean Sarbib in die Band. Sie spielten unter anderem die Musik zu Texten von Alexandre O’Neill in António de Macedos Film Sete Balas Para Selma (dt.: Siebe Kugeln für Selma) und traten 1968 bei einem ersten Popmusik-Versuch des Musikfestivals Festival de Vilar de Mouros auf.
Die Formation wechselte mehrfach. So kam 1968 der farbige amerikanische Sänger Earl Jordan in die Band, und auch der britische Organist Mike Carr und der kapverdische Gitarrist Dany Silva waren zwischenzeitlich Bandmitglieder. Die Gruppe nannte sich in Quarteto Académico+2 um, als sie sieben Mitglieder stark wurde. Anlässlich einer Konzertreise durch die damalige Portugiesische Kolonie Mosambik schlug die Gruppe Angebote aus, im angrenzenden Südafrika zu spielen, da ihre beiden farbigen Musiker auf Grund der dortigen Apartheid-Gesetze nicht mit den weißen Bandmitgliedern auf der Bühne hätten stehen dürfen. Die Gruppe blieb stattdessen etwa sechs Monate in Mosambik, wo sie u. a. im Hotel Polana im damaligen Lourenço Marques (heute Maputo) zusammen mit Amália Rodrigues auftraten. Kurz nach ihrer Rückkehr aus Mosambik löste sich die Gruppe 1969 auf.
Das einzige Bandmitglied, das von Gründung bis Auflösung im Quinteto Académico spielte, war José Manuel Fonseca, der danach lange Fremdenführer war. Manager Assis Ferreira war zuletzt Verantwortlicher des Casino Estorils und zwei weiterer Spielbanken des Stanley-Ho-Unternehmens Estoril Sol.

## Diskografie
- 1966: Quinteto Académico (7", 4-song-EP)
- 1967: Reach Out I’ll Be There (7", 4-Song-EP)
- 1967: Train (7", 4-Song-EP)
- 1968: Judy In Disguise (7"-Single) als Quinteto Académico +2
- 1968: Why (7"-Single) als Quinteto Académico +2
- 1968: Love Love Loverman (7", 4-Song-EP) als Quinteto Académico +2
- 2008: Train – Integral 1966–1968 (Werkschau, 22-Song-CD)